# Uno no es uno
Uno no es uno es el título del segundo álbum de estudio y primero oficial grabado por el cantautor argentino-mexicano Noel Schajris, y el primero desde la separación del dúo Sin Bandera. Fue lanzado al mercado bajo el sello discográfico Sony Music Latin el 5 de octubre de 2009 en descarga digital a través de iTunes Store. El 13 de octubre es lanzado a la venta en América Latina. En Estados Unidos el disco se posicionó en el décimo lugar del Billboard Latin Pop Albums y en el lugar veintisiete del Billboard Latin Albums.

## Producción y contenido
El álbum fue grabado en los estudios de grabación Avatar Studios, Green Parrot Studios, Legacy Recording Studios en la ciudad de Nueva York, DePoop Studios en São Paulo, Brasil, Cosmos Studios en la México D.F., México en EMI Abbey Road Studios en Londres, Inglaterra, en Mofongo Studios en Miami, Florida, en The Front Room y The Oakwood Apartaments en Woodland Hills, California, en WayWorld Studios y Westlake Recording en Los Ángeles, California. Noel co-produce este disco con Sebastián Krys y Walter Afanasieff, un álbum con once temas inéditos y un bonus track «Regresar», tema de la película mexicana con dicho nombre protagonizada por Jaime Camil y estrenada en México el 22 de enero de 2010. 
«"Uno no es uno" es una representación clara donde todos y cada uno de nosotros no estamos solos, siempre estamos rodeados de personas que queremos y que son parte de nuestras vidas», explica Noel después de haber decidido el título de su disco cuando se encontraba de viaje en la India, en un retiro espiritual. «Este disco representa un encuentro conmigo mismo con mis influencias con las que crecí, el haber grabado en el estudio donde grabaron los Beatles fue un sueño hecho realidad», comentó Noel Schajris.
El álbum incluye tres duetos, el tema «Nadie me hace mas feliz que tú» con la cantante mexicana Yuridia, «No importa» junto al cantautor estadounidense de R&B y Neo soul John Legend y «Aunque duela aceptarlo» junto al cantautor puertorriqueño-estadounidense Luis Fonsi.
El 5 de octubre de 2010 fue lanzada la edición especial del disco. Fue lanzado el 26 de octubre de 2010 a través de iTunes Store. El mismo incluye las 11 canciones de la versión normal, 2 canciones inéditas, 2 versiones del sencillo «Momentos» y la versión en portugués del tema «Hay Luna Nueva/Nova Lua».

## Sencillos
- El 29 de junio de 2009 se lanza el sencillo principal del álbum titulado «No veo la hora».[7] El 11 de diciembre de 2009 el video del sencillo es subido a la cuenta oficial VEVO del cantante.[8] La canción fue incluida en los álbumes Voces Por Japón y Voces por Haití que tienen como objetivo una causa social, ayudar a los daminificados de ambos desastres.[9][10]
- El segundo sencillo del álbum, «Momentos», fue lanzado el 11 de enero de 2010, y el 12 de abril del mismo año es puesto a la venta a través de iTunes Store.[11] En abril del mismo año, lanza el video musical en su cuenta oficial VEVO.[12] El 5 de julio de 2010 estrena la versión salsa del video junto al cantante puertorriqueño-estadounidense Víctor Manuelle y fue grabado en la Ciudad de México bajo la dirección de la productora y realizadora Silvia Tort.[13]
- El 2 de agosto de 2010 lanza el tercer y último sencillo del álbum titulado «La única en mi vida», incluida en la edición especial del disco. En diciembre del mismo año se lanza el video musical de la canción.[14]

## Lista de canciones
- Edición estándar

| Uno no es uno |                                                |                                                   |          |  |
| N.º           | Título                                         | Escritor(es)                                      | Duración |  |
| 1.            | «Momentos»                                     | Claudia Brant · Noel Schajris                     | 4:59     |  |
| 2.            | «No veo la hora»                               | Gian Marco · Noel Schajris                        | 4:27     |  |
| 3.            | «A un minuto del sol»                          | Noel Schajris                                     | 4:08     |  |
| 4.            | «Nadie me hace más feliz que tú» (con Yuridia) | Gian Marco · Noel Schajris                        | 4:28     |  |
| 5.            | «No importa» (con John Legend)                 | Claudia Brant · John Legend · Noel Schajris       | 4:13     |  |
| 6.            | «Quien necesita mirar»                         | Claudia Brant · Noel Schajris                     | 4:43     |  |
| 7.            | «Aunque duela aceptarlo» (con Luis Fonsi)      | Gian Marco · Noel Schajris                        | 4:33     |  |
| 8.            | «Nadie se va a marchar»                        | Claudia Brant · Noel Schajris                     | 4:45     |  |
| 9.            | «Gracias por entrar»                           | Pedro Capó · Noel Schajris                        | 4:33     |  |
| 10.           | «Lejos»                                        | Claudia Brant · Noel Schajris                     | 4:08     |  |
| 11.           | «Hay luna nueva»                               | Walter Afanasieff · Claudia Brant · Noel Schajris | 6:03     |  |
| 12.           | «Regresar» (Bonus track película)              | Claudia Brant · Noel Schajris                     | 4:11     |  |
| 13.           | «No importa» (Noel Solo - Bonus Track)         | Claudia Brant · Noel Schajris                     | 4:13     |  |

- Edición deluxe

| Uno no es uno - Edición especial |                                                |                                                   |          |  |
| N.º                              | Título                                         | Escritor(es)                                      | Duración |  |
| 12.                              | «La única en mi vida»                          | Armando Avila · Claudia Brant · Noel Schajris     | 3:32     |  |
| 13.                              | «Momentos» (Versión Salsa con Victor Manuelle) | Claudia Brant · Noel Schajris                     | 3:59     |  |
| 14.                              | «Momentos» (Versión Balada con Germán Montero) | Claudia Brant · Noel Schajris                     | 3:39     |  |
| 15.                              | «Hijo de la luna»                              |                                                   | 3:50     |  |
| 16.                              | «Nova lua/Hay luna nueva» (Con Jair Oliveira)  | Walter Afanasieff · Claudia Brant · Noel Schajris | 6:46     |  |

## Charts y certificaciones

### Semanales
| País           | Lista (2009)               | Mejor Posición |
| -------------- | -------------------------- | -------------- |
| Estados Unidos | Billboard Latín Pop Albums | 10             |
| Estados Unidos | Billboard Latín Albums     | 27             |
| México         | México Top 100 Albums      | 16             |

### Certificación
| País      | Organismo certificador | Certificación | Ventas certificadas | Ref.   |
| --------- | ---------------------- | ------------- | ------------------- | ------ |
| México    | AMPROFON               | Oro           | 30 000              | [ 16 ] |
| Venezuela | AVINPRO                | Platino       | 10 000              | [ 17 ] |